# Acronicta furcifera
Acronicta furcifera là một loài bướm đêm trong họ Noctuidae.

## Hình ảnh

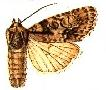